# Spodnja Bela
Spodnja Bela este o localitate din comuna Preddvor, Slovenia, cu o populație de 82 de locuitori.